# Santia uncinata
Santia uncinata là một loài chân đều trong họ Santiidae. Loài này được Vanhöffen miêu tả khoa học năm 1914.